# Hachim Maaroufou
Hachim Maaroufou, född 13 februari 1997, är en friidrottare från Komorerna. Han deltog vid olympiska sommarspelen 2024.